# Saison 1 de Young Sheldon
Chronologie
Saison 2
La première saison de Young Sheldon, série télévisée américaine, est composée de vingt-deux épisodes, diffusée entre le 25 septembre 2017 et le 10 mai 2018 sur CBS, aux États-Unis.

## Synopsis
Sheldon Cooper, jeune prodige vivant dans le Texas de l'Est, intègre le lycée de sa ville à l'âge de neuf ans.

## Distribution

### Acteurs principaux
- Iain Armitage (VF : Mahé Laridan) : Sheldon Cooper, âgé de 9 ans
- Zoe Perry (VF : Anne Tilloy) : Mary Cooper, la mère de Sheldon
- Lance Barber (VF : Éric Aubrahn) : George Cooper, Sr., le père de Sheldon et coach de l'équipe de football américain
- Montana Jordan (VF : Victor Biavan) : George Cooper, Jr., le frère de Sheldon
- Raegan Revord (VF : Lior Chabat) : Missy Cooper, la sœur de Sheldon
- Jim Parsons (VF : Fabrice Fara) : la voix de Sheldon Cooper, adulte et narrateur
- Annie Potts (VF : Blanche Ravalec) : Meemaw, la grand-mère de Sheldon

### Acteurs récurrents
- Wyatt McClure : Billy Sparks
- Ryan Phuong : Tam
- Valerie Mahaffey : Mme Victoria MacElroy
- Rex Linn : le principal Tom Petersen
- Danielle Pinnock : Mme Evelyn Ingram
- Brian Stepanek : M. Givens
- Doc Farrow (VF : Nicolas Justamon) : Roy Wilkins, l'assistant du coach
- Matt Hobby (VF : Matthieu Albertini) : le pasteur Jeff Hodgkins

### Invités
- Bob Newhart : Arthur Jeffries / Pr Proton (épisode 1)
- Sarah Baker (VF : Edwige Lemoine) : Mlle Hutchins (épisodes 2 et 11)
- Ray Liotta : Vincent (épisode 5)
- Elon Musk : lui-même (épisode 6)
- Billy Gardell : Herschel Sparks
- Jason Alexander : Professeur Lundy

## Production

### Attribution des rôles
En octobre 2017, Billy Gardell a obtenu un rôle d'invité le temps d'un épisode.

### Diffusions
- Aux États-Unis, elle a été diffusée du 25 septembre 2017 au 10 mai 2018 sur le réseau CBS.
- Au Canada, elle a été diffusée en simultané sur le réseau CTV.

## Liste des épisodes

### Épisode 1:Sheldon, le surdoué
- États-Unis /  Canada : 25 septembre 2017 sur CBS[3] / CTV
- France :
  - 2 octobre 2017 sur Canal+ Séries[4] (en VOSTFr)
  - 25 juin 2018 sur Canal+ (en VF)
- Québec : 4 septembre 2018 sur VRAK

- États-Unis : 17,21 millions de téléspectateurs[5] (première diffusion)
- Canada : 3,56 millions de téléspectateurs[6] (première diffusion + différé 7 jours)

- Bob Newhart (Arthur Jeffries / Pr Proton)

### Épisode 2:Sheldon rentre au lycée
- États-Unis /  Canada : 2 novembre 2017 sur CBS / CTV
- France :
  - 6 novembre 2017 sur Canal+ Séries (en VOSTFr)
  - 26 juin 2018 sur Canal+ (en VF)
- Québec : 11 septembre 2018 sur VRAK

- États-Unis : 12,66 millions de téléspectateurs[7] (première diffusion)
- Canada : 2,92 millions de téléspectateurs[8] (première diffusion + différé 7 jours)

### Épisode 3:Poker, Foi et Œufs
- États-Unis /  Canada : 9 novembre 2017 sur CBS / CTV
- France :
  - 13 novembre 2017 sur Canal+ Séries (en VOSTFr)
  - 27 juin 2018 sur Canal+ (en VF)
- Québec : 18 septembre 2018 sur VRAK

- États-Unis : 12,39 millions de téléspectateurs[9] (première diffusion)
- Canada : 2,96 millions de téléspectateurs[10] (première diffusion + différé 7 jours)

### Épisode 4:Grosse Frayeur
- États-Unis /  Canada : 16 novembre 2017 sur CBS / CTV
- France :
  - 20 novembre 2017 sur Canal+ Séries (en VOSTFr)
  - 28 juin 2018 sur Canal+ (en VF)
- Québec : 25 septembre 2018 sur VRAK

- États-Unis : 11,83 millions de téléspectateurs[11] (première diffusion)
- Canada : 2,78 millions de téléspectateurs[12] (première diffusion + différé 7 jours)

### Épisode 5:Statistiques
- États-Unis /  Canada : 23 novembre 2017 sur CBS / CTV
- France :
  - 27 novembre 2017 sur Canal+ Séries (en VOSTFr)
  - 29 juin 2018 sur Canal+ (en VF)
- Québec : 2 octobre 2018 sur VRAK

- États-Unis : 11,83 millions de téléspectateurs[13] (première diffusion)
- Canada : 2,92 millions de téléspectateurs[14] (première diffusion + différé 7 jours)

- Ray Liotta (Vincent)

### Épisode 6:Un écusson, un modem et un anti ulcéreux
- États-Unis /  Canada : 30 novembre 2017 sur CBS / CTV
- France :
  - 4 décembre 2017 sur Canal+ Séries (en VOSTFr)
  - 2 juillet 2018 sur Canal+ (en VF)

- États-Unis : 12,11 millions de téléspectateurs[15] (première diffusion)
- Canada : 2,64 millions de téléspectateurs[16] (première diffusion + différé 7 jours)

- Elon Musk (lui-même)

### Épisode 7:Poitrine fumée et vaudou
- États-Unis /  Canada : 7 décembre 2017 sur CBS / CTV
- France :
  - 11 décembre 2017 sur Canal+ Séries (en VOSTFr)
  - 3 juillet 2018 sur Canal+ (en VF)
- Québec : 16 octobre 2018 sur VRAK

- États-Unis : 12,49 millions de téléspectateurs[17] (première diffusion)
- Canada : 2,33 millions de téléspectateurs[18] (première diffusion + différé 7 jours)

### Épisode 8:Unweek-endà Cap Canaveral
- États-Unis /  Canada : 14 décembre 2017 sur CBS / CTV
- France :
  - 18 décembre 2017 sur Canal+ Séries (en VOSTFr)
  - 4 juillet 2018 sur Canal+ (en VF)
- Québec : 23 octobre 2018 sur VRAK

- États-Unis : 11,64 millions de téléspectateurs[19] (première diffusion)
- Canada : 2,56 millions de téléspectateurs[20] (première diffusion + différé 7 jours)

### Épisode 9:Les héros trichent aussi
- États-Unis /  Canada : 21 décembre 2017 sur CBS / CTV
- France :
  - 25 décembre 2017 sur Canal+ Séries (en VOSTFr)
  - 5 juillet 2018 sur Canal+ (en VF)
- Québec : 30 octobre 2018 sur VRAK

- États-Unis : 11,32 millions de téléspectateurs[21] (première diffusion)
- Canada : 2,27 millions de téléspectateurs[22] (première diffusion + différé 7 jours)

### Épisode 10:Départ pour Dallas
- États-Unis /  Canada : 4 janvier 2018 sur CBS / CTV
- France :
  - 8 janvier 2018 sur Canal+ Séries (en VOSTFr)
  - 6 juillet 2018 sur Canal+ (en VF)
- Québec : 6 novembre 2018 sur VRAK

- États-Unis : 14,70 millions de téléspectateurs[23] (première diffusion)
- Canada : 2,57 millions de téléspectateurs[24] (première diffusion + différé 7 jours)

### Épisode 11:Mystique et Mathématiques
- États-Unis /  Canada : 11 janvier 2018 sur CBS / CTV
- France :
  - 15 janvier 2018 sur Canal+ Séries (en VOSTFr)
  - 9 juillet 2018 sur Canal+ (en VF)
- Québec : 13 novembre 2018 sur VRAK

- États-Unis : 14,17 millions de téléspectateurs[25] (première diffusion)
- Canada : 2,78 millions de téléspectateurs[26] (première diffusion + différé 7 jours)

### Épisode 12:Disputes et Cachotteries
- États-Unis /  Canada : 18 janvier 2018 sur CBS / CTV
- France :
  - 22 janvier 2018 sur Canal+ Séries (en VOSTFr)
  - 10 juillet 2018 sur Canal+ (en VF)
- Québec : 20 novembre 2018 sur VRAK

- États-Unis : 13,33 millions de téléspectateurs[27] (première diffusion)
- Canada : 2,8 millions de téléspectateurs[28] (première diffusion + différé 7 jours)

### Épisode 13:Phobie microbienne
- États-Unis /  Canada : 1er février 2018 sur CBS / CTV
- France :
  - 5 février 2018 sur Canal+ Séries (en VOSTFr)
  - 11 juillet 2018 sur Canal+ (en VF)
- Québec : 27 novembre 2018 sur VRAK

- États-Unis : 12,92 millions de téléspectateurs[29] (première diffusion)
- Canada : 2,84 millions de téléspectateurs[30] (première diffusion + différé 7 jours)

### Épisode 14:Seuls à la maison
- États-Unis /  Canada : 1er mars 2018 sur CBS / CTV
- France :
  - 5 mars 2018 sur Canal+ Séries (en VOSTFr)
  - 12 juillet 2018 sur Canal+ (en VF)
- Québec : 4 décembre 2018 sur VRAK

- États-Unis : 12,42 millions de téléspectateurs[31] (première diffusion)
- Canada : 2,82 millions de téléspectateurs[32] (première diffusion + différé 7 jours)

- Ryan Phuong (Tam)
- Matt Hobby (le pasteur Jeff)
- Zuleyka Silver (Selena)
- Nancy Linehan Charles (Peg)

### Épisode 15:Expédition sous bonne escorte
- États-Unis /  Canada : 8 mars 2018 sur CBS / CTV
- France :
  - 12 mars 2018 sur Canal+ Séries (en VOSTFr)
  - Le quinzième épisode a été diffusé uniquement en télévision de rattrapage[33] dès le 27 juillet 2018 sur mycanal.fr (en VF)
- Québec : 11 décembre 2018 sur VRAK

- États-Unis : 12,52 millions de téléspectateurs[34] (première diffusion)
- Canada : 2,66 millions de téléspectateurs[35] (première diffusion + différé 7 jours)

### Épisode 16:Sheldon acteur
- États-Unis /  Canada : 29 mars 2018 sur CBS / CTV
- France :
  - 2 avril 2018 sur Canal+ Séries (en VOSTFr)
  - 16 juillet 2018 sur Canal+ (en VF)
- Québec : 18 décembre 2018 sur VRAK

- États-Unis : 11,91 millions de téléspectateurs[36] (première diffusion)
- Canada : 2,64 millions de téléspectateurs[37] (première diffusion + différé 7 jours)

### Épisode 17:Jiu-jitsu, Papier bulle et Cris
- États-Unis /  Canada : 5 avril 2018 sur CBS / CTV
- France :
  - 9 avril 2018 sur Canal+ Séries (en VOSTFr)
  - 17 juillet 2018 sur Canal+ (en VF)
- Québec : 8 janvier 2019 sur VRAK[38]

- États-Unis : 11,66 millions de téléspectateurs[39] (première diffusion)
- Canada : 2,66 millions de téléspectateurs[40] (première diffusion + différé 7 jours)

### Épisode 18:Une mère, un fils et le postérieur d'un homme bleu
- États-Unis /  Canada : 12 avril 2018 sur CBS / CTV
- France :
  - 16 avril 2018 sur Canal+ Séries (en VOSTFr)
  - 18 juillet 2018 sur Canal+ (en VF)
- Québec : 15 janvier 2019 sur VRAK

- États-Unis : 11,7 millions de téléspectateurs[41] (première diffusion)
- Canada : 2,62 millions de téléspectateurs[42] (première diffusion + différé 7 jours)

### Épisode 19:Guacamole et Bicyclette
- États-Unis /  Canada : 19 avril 2018 sur CBS / CTV
- France :
  - 23 avril 2018 sur Canal+ Séries (en VOSTFr)
  - 19 juillet 2018 sur Canal+ (en VF)
- Québec : 22 janvier 2019 sur VRAK

- États-Unis : 11,67 millions de téléspectateurs[43] (première diffusion)
- Canada : 2,43 millions de téléspectateurs[44] (première diffusion + différé 7 jours)

### Épisode 20:La Phobie des chiens
- États-Unis /  Canada : 26 avril 2018 sur CBS / CTV
- France :
  - 30 avril 2018 sur Canal+ Séries (en VOSTFr)
  - 20 juillet 2018 sur Canal+ (en VF)
- Québec : 29 janvier 2019 sur VRAK

- États-Unis : 11,15 millions de téléspectateurs[45] (première diffusion)
- Canada : 2,67 millions de téléspectateurs[46] (première diffusion + différé 7 jours)

### Épisode 21:Un dîner en tête-à-tête
- États-Unis /  Canada : 3 mai 2018 sur CBS / CTV
- France :
  - 7 mai 2018 sur Canal+ Séries (en VOSTFr)
  - 23 juillet 2018 sur Canal+ (en VF)
- Québec : 5 février 2019 sur VRAK

- États-Unis : 11,67 millions de téléspectateurs[47] (première diffusion)
- Canada : 2,379 millions de téléspectateurs[48] (première diffusion + différé 7 jours)

### Épisode 22:Les Prétendants de maminette
- États-Unis /  Canada : 10 mai 2018 sur CBS / CTV
- France :
  - 14 mai 2018 sur Canal+ Séries (en VOSTFr)
  - 24 juillet 2018 sur Canal+ (en VF)
- Québec : 12 février 2019 sur VRAK

- États-Unis : 12,44 millions de téléspectateurs[49] (première diffusion)
- Canada : 2,634 millions de téléspectateurs[50] (première diffusion + différé 7 jours)